# Causse de Cubjac
Le site « causse de Cubjac » est une zone naturelle d'intérêt écologique, faunistique et floristique (ZNIEFF) française du département de la Dordogne, en région Nouvelle-Aquitaine.

## Situation
Dans le département de la Dordogne, en Périgord central et en pays d'Ans, le site « Causse de Cujac » s'étend sur 9 026,91 hectares, sur le territoire de treize communes : Bassillac et Auberoche, Coulaures, Cubjac-Auvézère-Val d'Ans, Escoire, Mayac, Sainte-Eulalie-d'Ans, Saint-Martial-d'Albarède, Saint-Pantaly-d'Excideuil, Saint-Raphaël, Saint-Vincent-sur-l'Isle, Sarliac-sur-l'Isle, Savignac-les-Églises et Tourtoirac,.
En termes de superficie, la moitié de cette ZNIEFF concerne principalement trois communes : Cubjac-Auvézère-Val d'Ans (26 %), Coulaures (16 %) et Tourtoirac (10 %), le reste étant réparti entre Bassillac et Auberoche, Mayac et Saint-Vincent-sur-l'Isle (7 à 8 % chacune), Sainte-Eulalie-d'Ans, Saint-Martial-d'Albarède, Saint-Pantaly-d'Excideuil et Savignac-les-Églises, (de 4 à 5 % chacune), Escoire, Saint-Raphaël et Sarliac-sur-l'Isle (entre 2 et 3 % chacune).
La zone s'étage entre 130 et 260 mètres d'altitude sur les coteaux en rive droite de l'Auvézère et ceux en rive gauche de l'Isle et de son affluent, la Loue. Elle fait face à deux autres ZNIEFF situées en rive droite de l'Isle : le « causse de Savignac » et « forêt domaniale de Lanmary et alentours ».

Le causse de Cubjac.
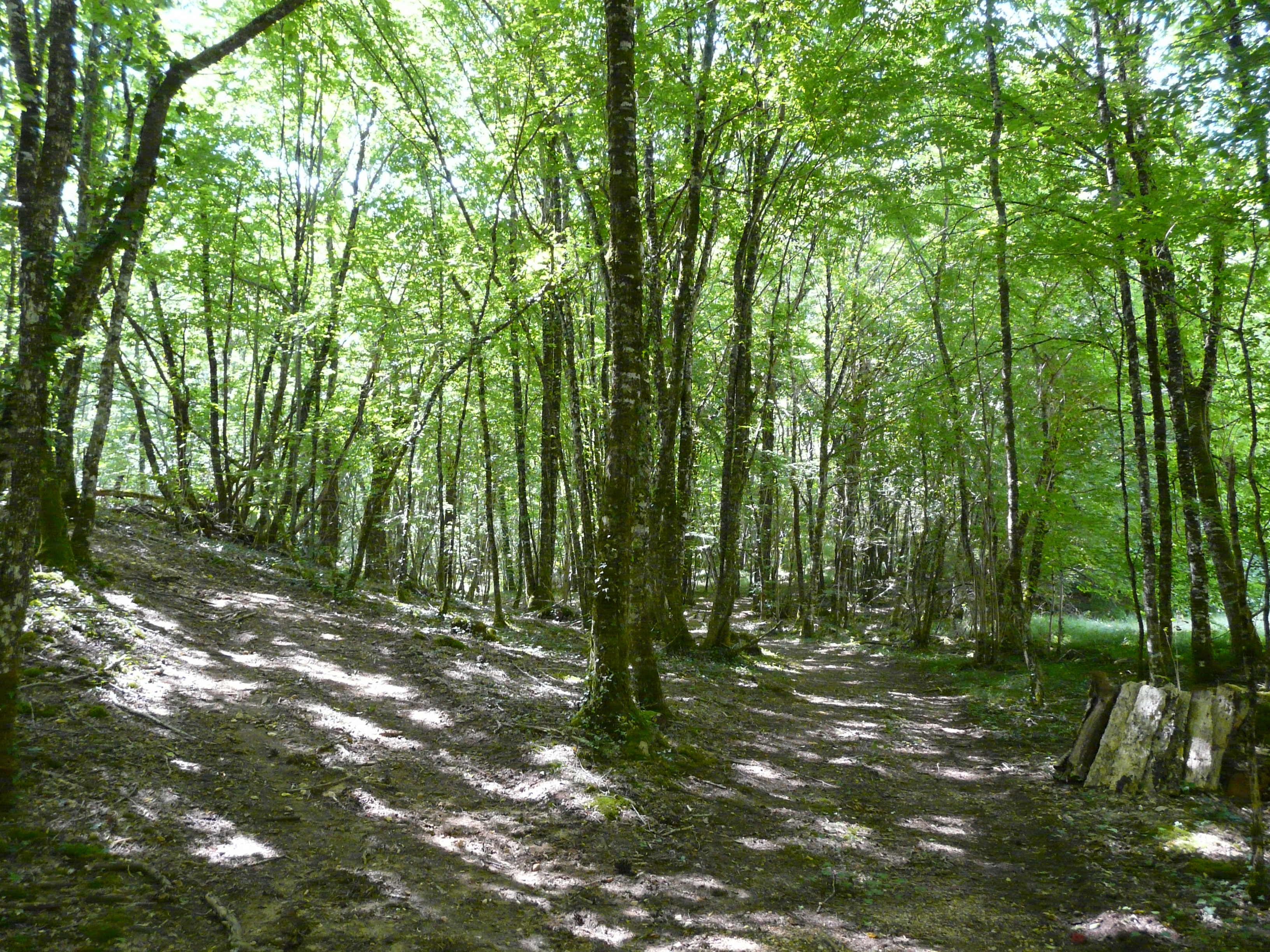
Au nord de Saint-Pantaly-d'Ans.
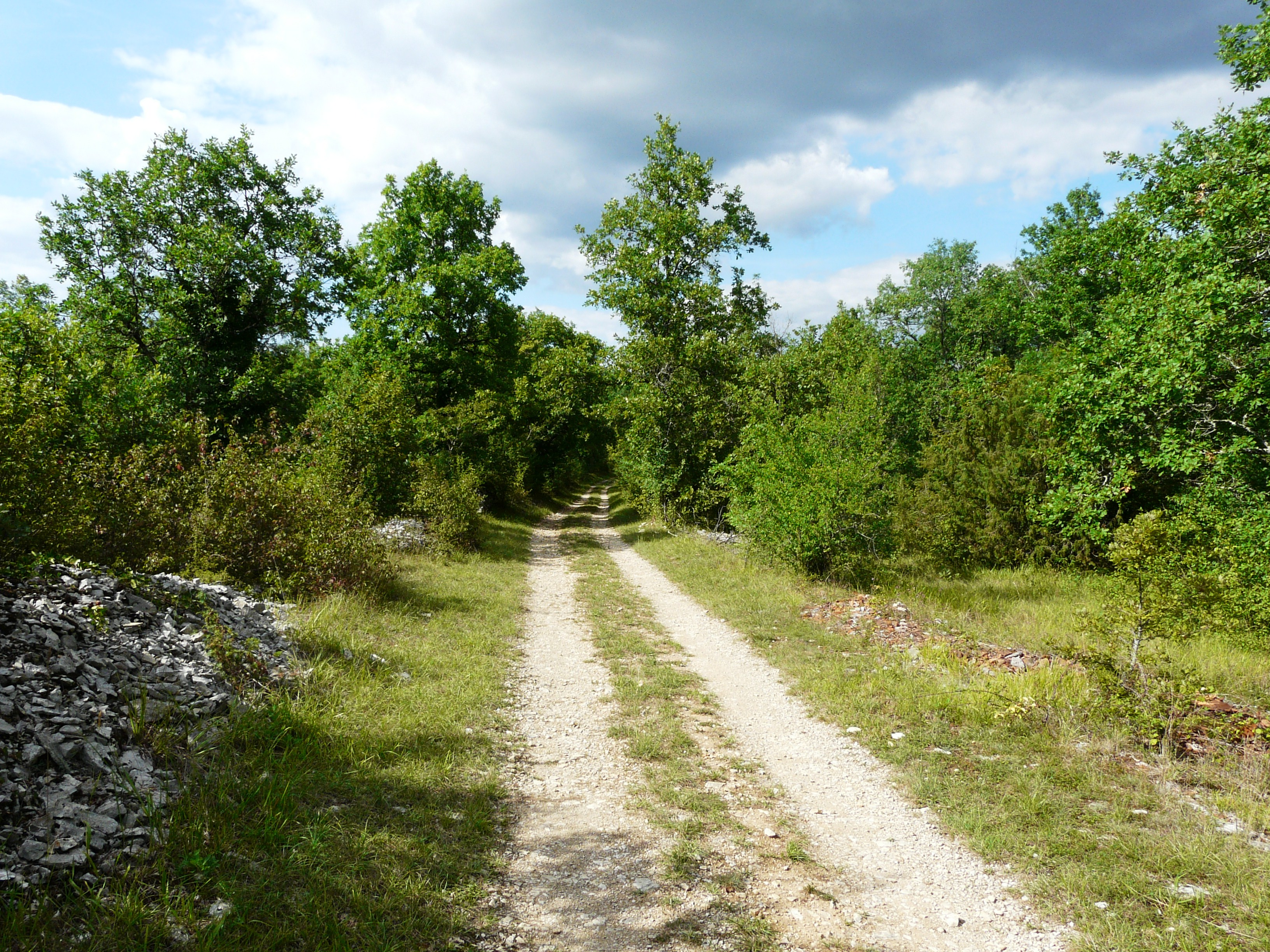
À Sainte-Eulalie-d'Ans, au nord de Petit Grand Champ.
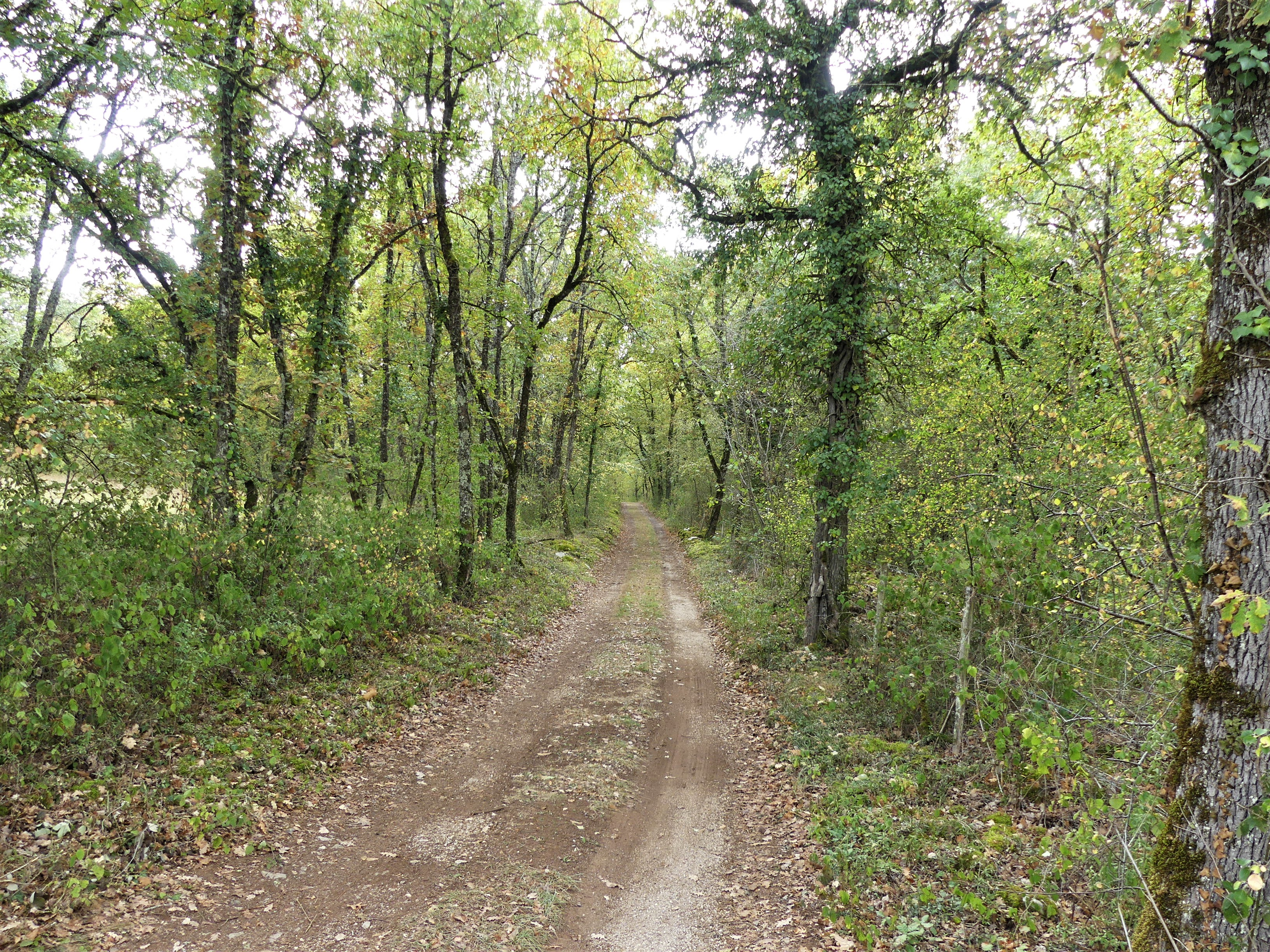
À Saint-Pantaly-d'Excideuil, entre Grande Vigne et Fleyrac.

## Description
Le site « Causse de Cubjac » est une zone naturelle d'intérêt écologique, faunistique et floristique (ZNIEFF) de type 2, c'est-à-dire qu'elle représente un ensemble naturel riche ou peu modifié, qui offre des potentialités biologiques importantes. Elle possède un rôle fonctionnel ainsi qu'une cohérence écologique et paysagère.
Elle est composée de coteaux calcaires du Mésozoïque : principalement Jurassique (couches j1 et j2 sur la carte), et Crétacé dans le sud-ouest de la ZNIEFF (couches c1 à c6 sur la carte), ainsi que d'importantes zones de colluvions sur les hauteurs (C ou CF sur la carte), dans un secteur en partie boisé ; son intérêt majeur réside dans la présence d'une espèce déterminante de plantes et une autre espèce de plantes protégée au titre de la directive habitats de l'Union européenne.
Des recensements y ont été effectués au niveau floristique.

Le causse de Cubjac.
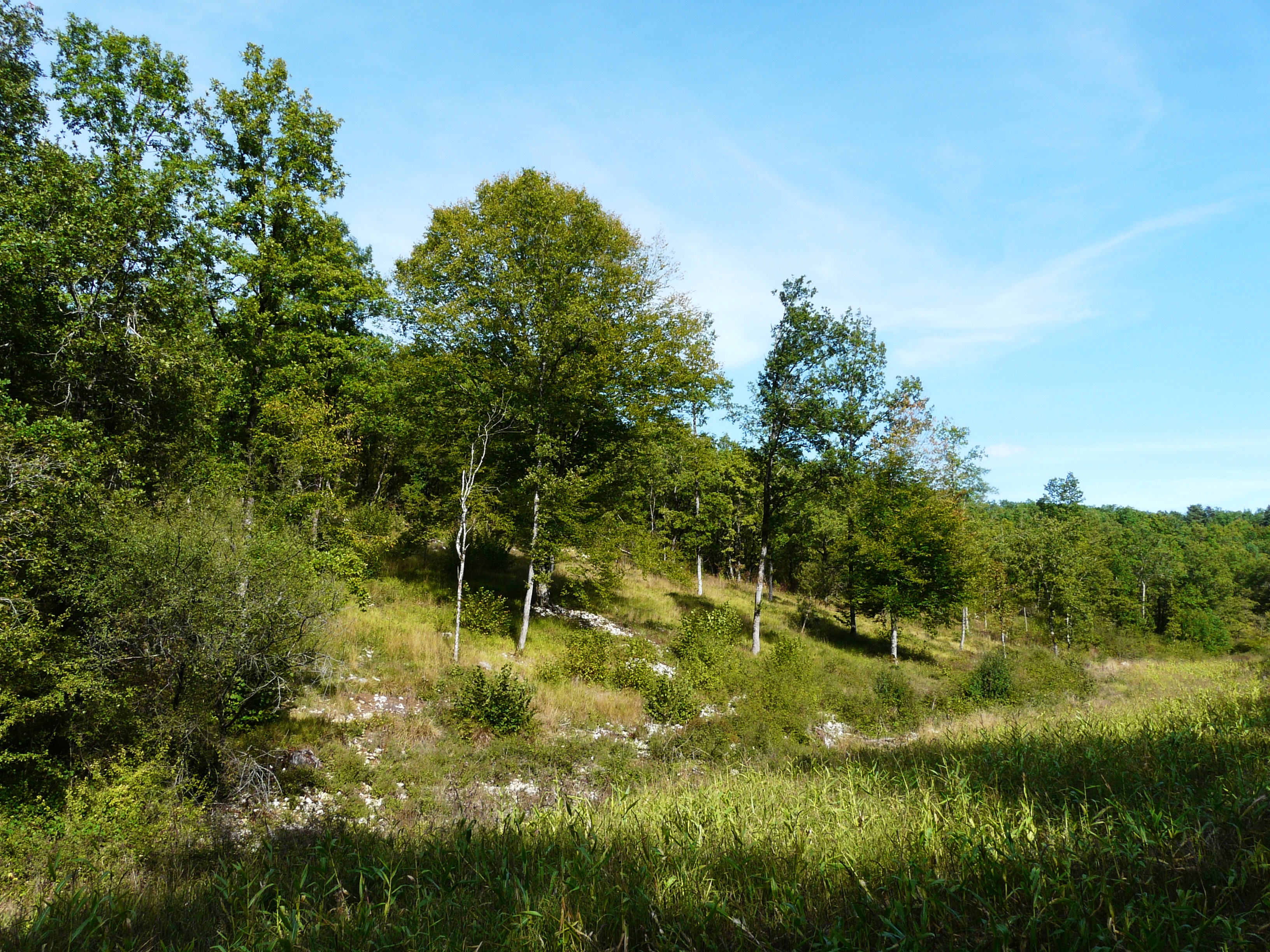
À l'est du cimetière de Saint-Vincent-sur-l'Isle.
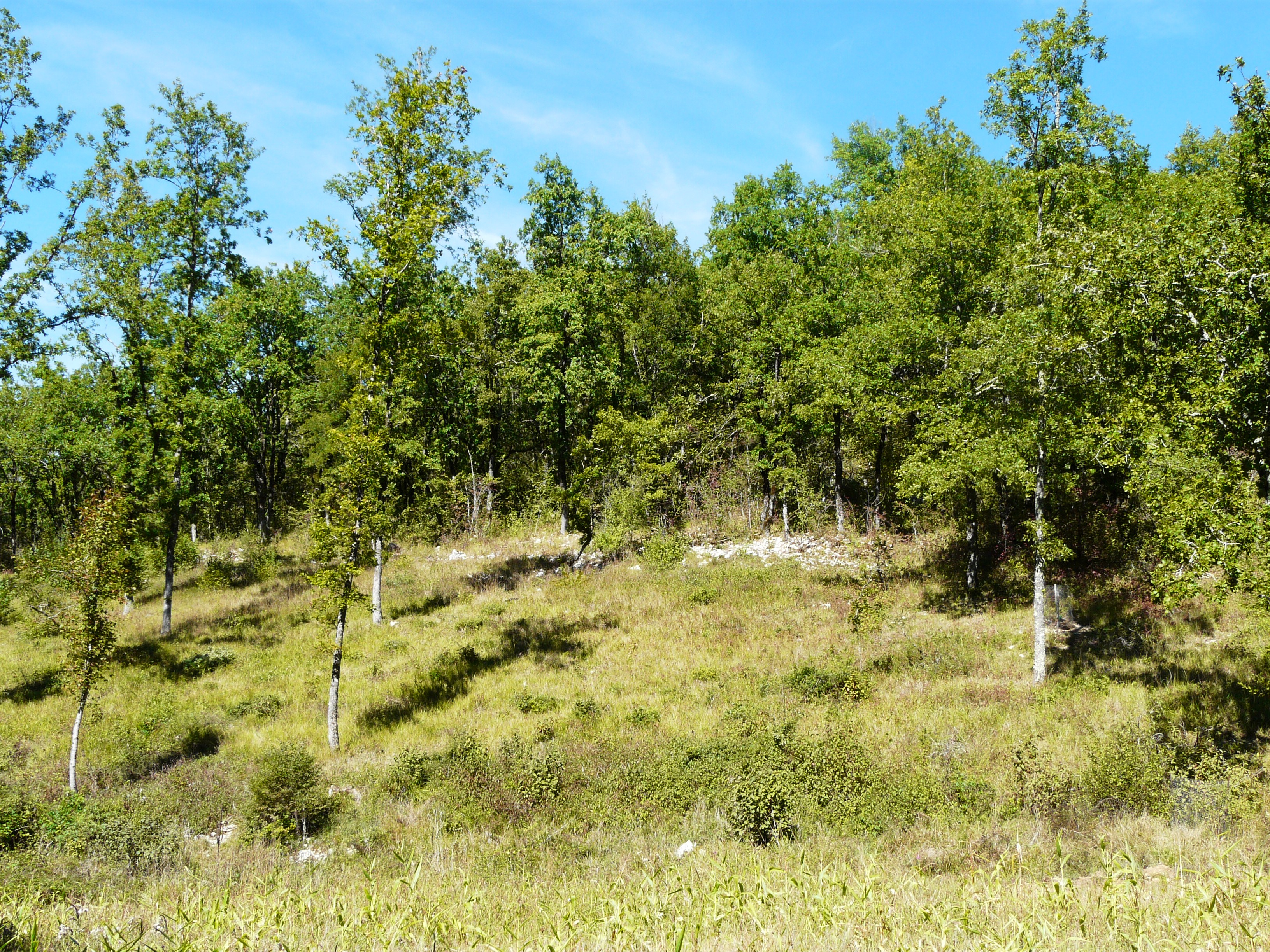
Idem.
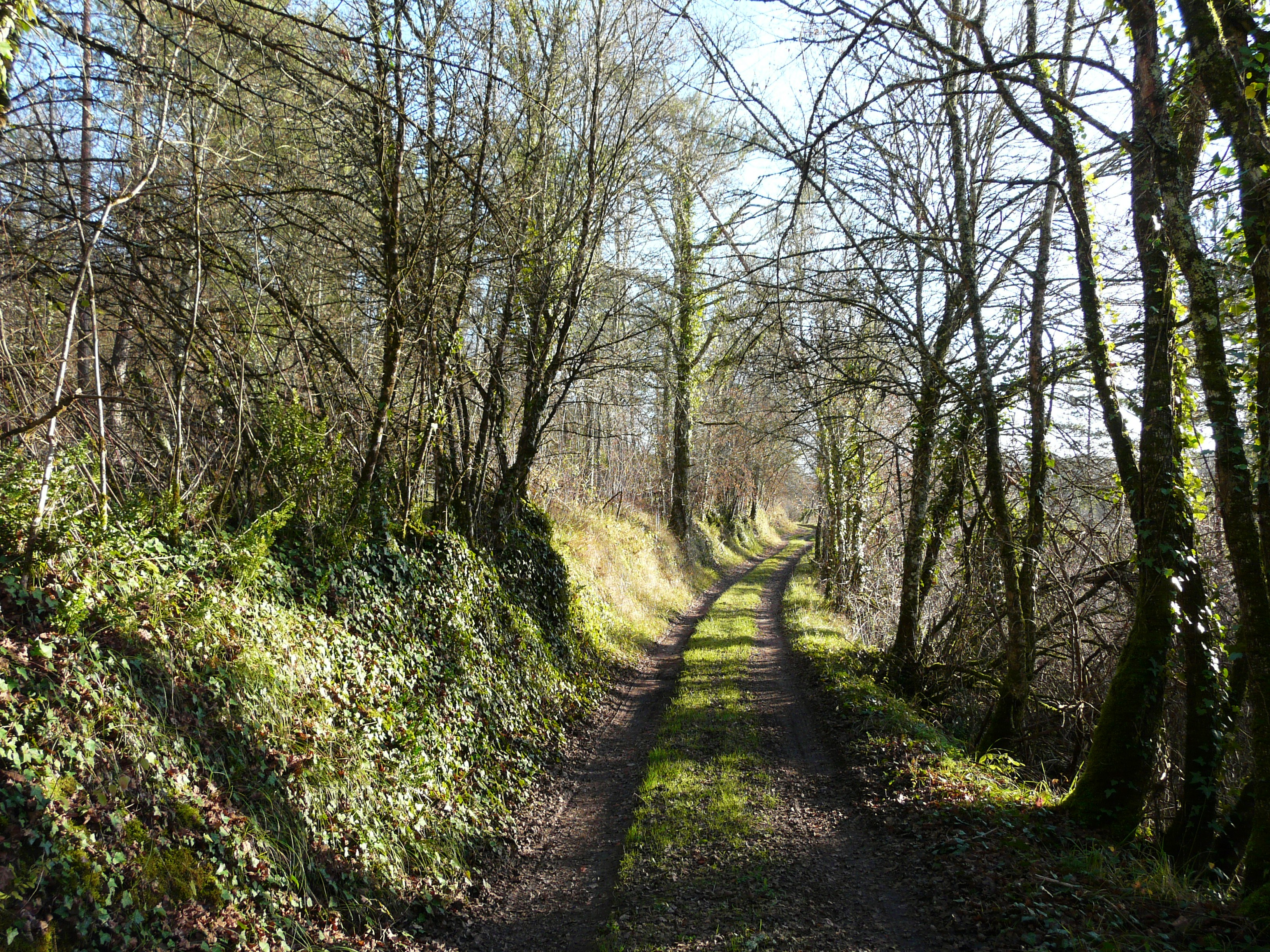
À Sarliac-sur-l'Isle.

## Flore
Une espèce déterminante végétale, la Spirée à feuilles de millepertuis (Spiraea hypericifolia subsp. obovata) y a été répertoriée en 2013.
Cinquante-deux autres espèces de plantes — non déterminantes — ont été recensées sur la ZNIEFF :
- une espèce de ptéridophytes : la Fougère-aigle (Pteridium aquilinum) ;
- 51 espèces de phanérogames : l'Ajonc d'Europe (Ulex europaeus), l'Alisier des bois (Sorbus torminalis), l'Arabette glabre (Turritis glabra), l'Asphodèle blanc (Asphodelus albus), le Buis commun (Buxus sempervirens), la Callune (Calluna vulgaris), la Céphalanthère à feuilles étroites (Cephalanthera longifolia), le Charme commun (Carpinus betulus), le Châtaignier commun (Castanea sativa), le Chêne pédonculé (Quercus robur), le Chêne pubescent (Quercus pubescens), le Cormier (Sorbus domestica), le Cornouiller sanguin (Cornus sanguinea), la Crapaudine de Guillon (Sideritis peyrei subsp. guillonii), le Cytise hérissé (Chamaecytisus polytrichus), la Digitale jaune (Digitalis lutea), l'Érable champêtre (Acer campestre), l'Érable de Montpellier (Acer monspessulanum), Festuca duriuscula[Note 2], la Garance voyageuse (Rubia peregrina), le Genévrier commun (Juniperus communis), le Géranium sanguin (Geranium sanguineum), la Germandrée petit-chêne (Teucrium chamaedrys), la Germandrée scorodoine (Teucrium scorodonia), la Globulaire commune (Globularia bisnagarica), le Hêtre commun (Fagus sylvatica), l'Hippocrépide à toupet (Hippocrepis comosa), l'Immortelle commune (Helichrysum stoechas), le Limodore à feuilles avortées (Limodorum abortivum), le Lin sous-arbrisseau (Linum suffruticosum), le Mélampyre des prés (Melampyrum pratense), la Mélitte à feuilles de mélisse (Melittis melissophyllum), le Merisier (Prunus avium), le Noisetier (Corylus avellana), l'Ophrys mouche (Ophrys insectifera), l'Orchis brûlé (Neotinea ustulata), l'Orchis guerrier (Orchis militaris), l'Orchis pourpre (Orchis purpurea), l'Orchis pyramidal (Anacamptis pyramidalis), l'Origan (Origanum vulgare), le Panicaut champêtre (Eryngium campestre), la Phalangère ramifiée (Anthericum ramosum), la Piloselle (Pilosella officinarum), la Pimprenelle (Sanguisorba minor), le Pin sylvestre (Pinus sylvestris), le Poirier à feuilles en cœur (Pyrus cordata), le Prunellier (Prunus spinosa), la Sauge des prés (Salvia pratensis), le Trèfle intermédiaire (Trifolium medium), le Tremble (Populus tremula) et la Viorne lantane (Viburnum lantana).

Le Poirier à feuilles en cœur est protégé au titre de la Directive habitats de l'Union européenne.

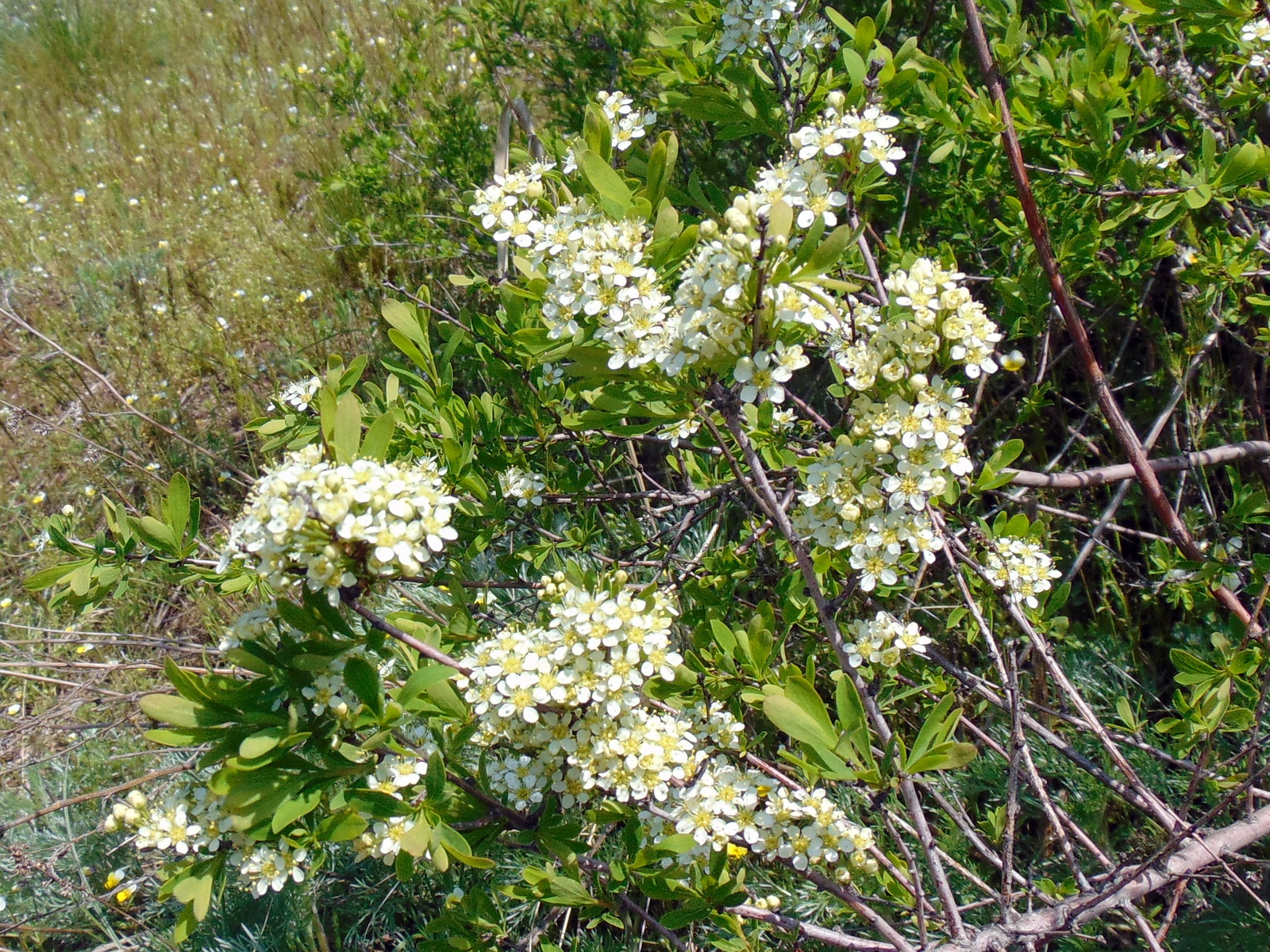
Spirée à feuilles de millepertuis.
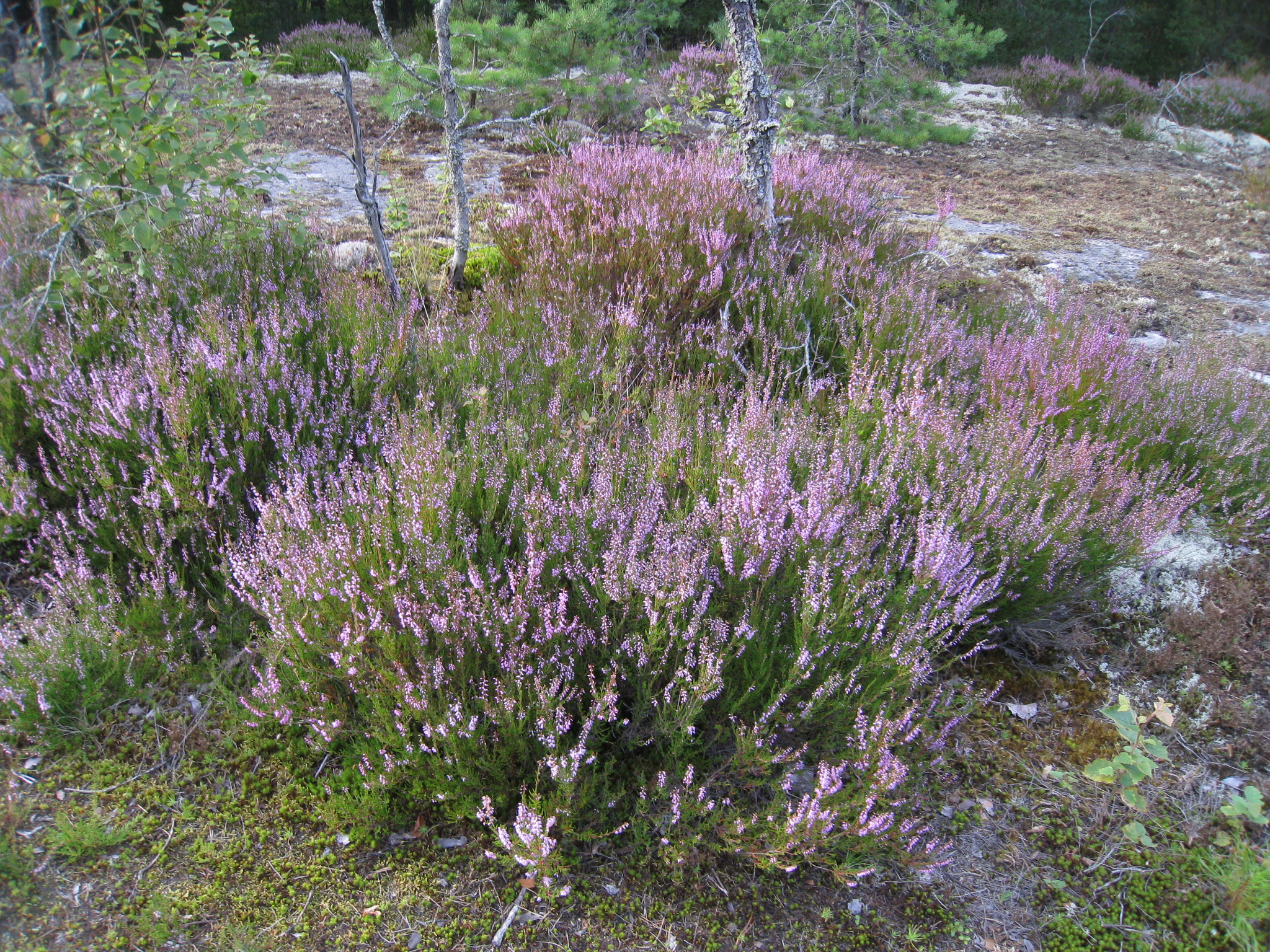
Callunes.
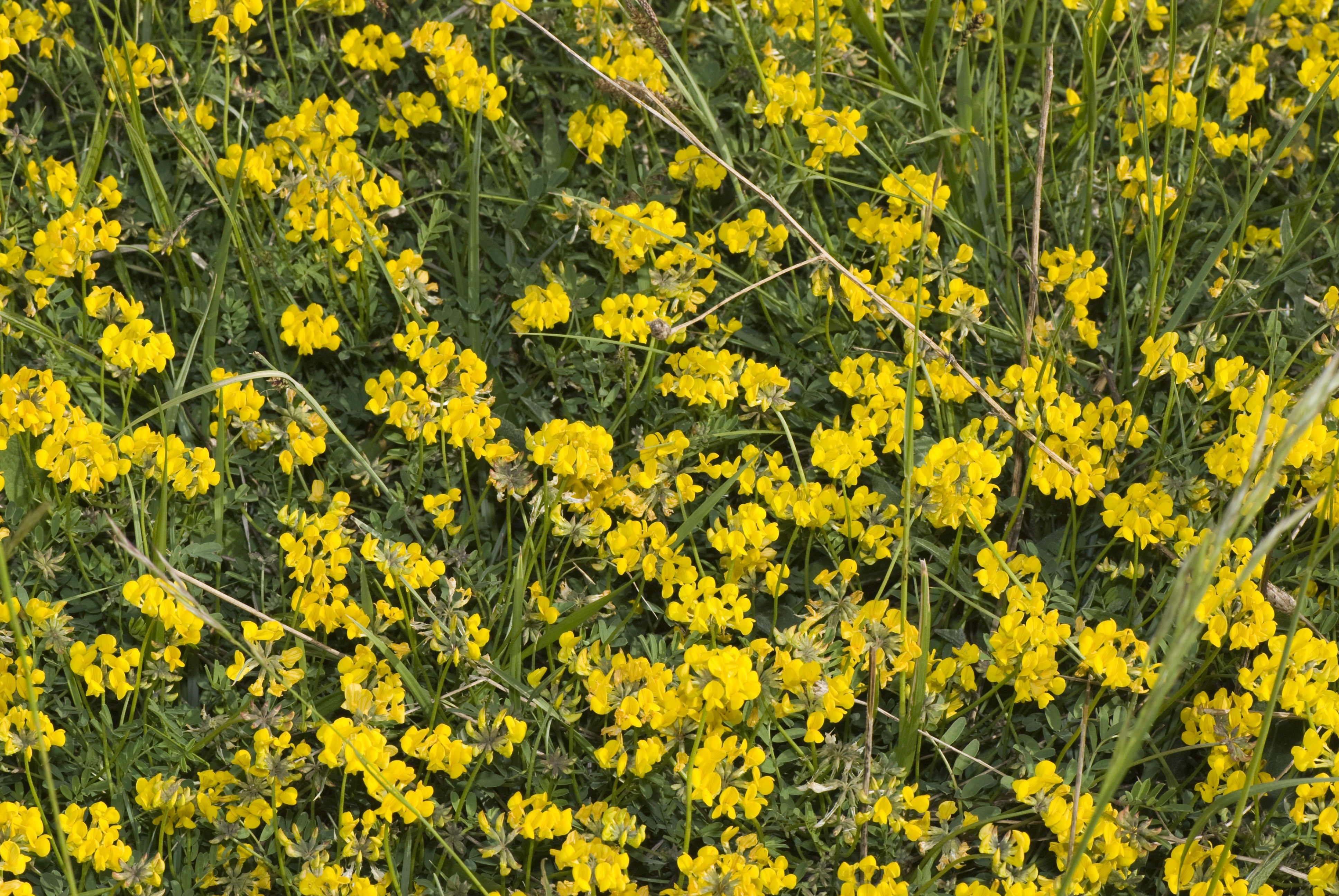
Hippocrépide à toupet.
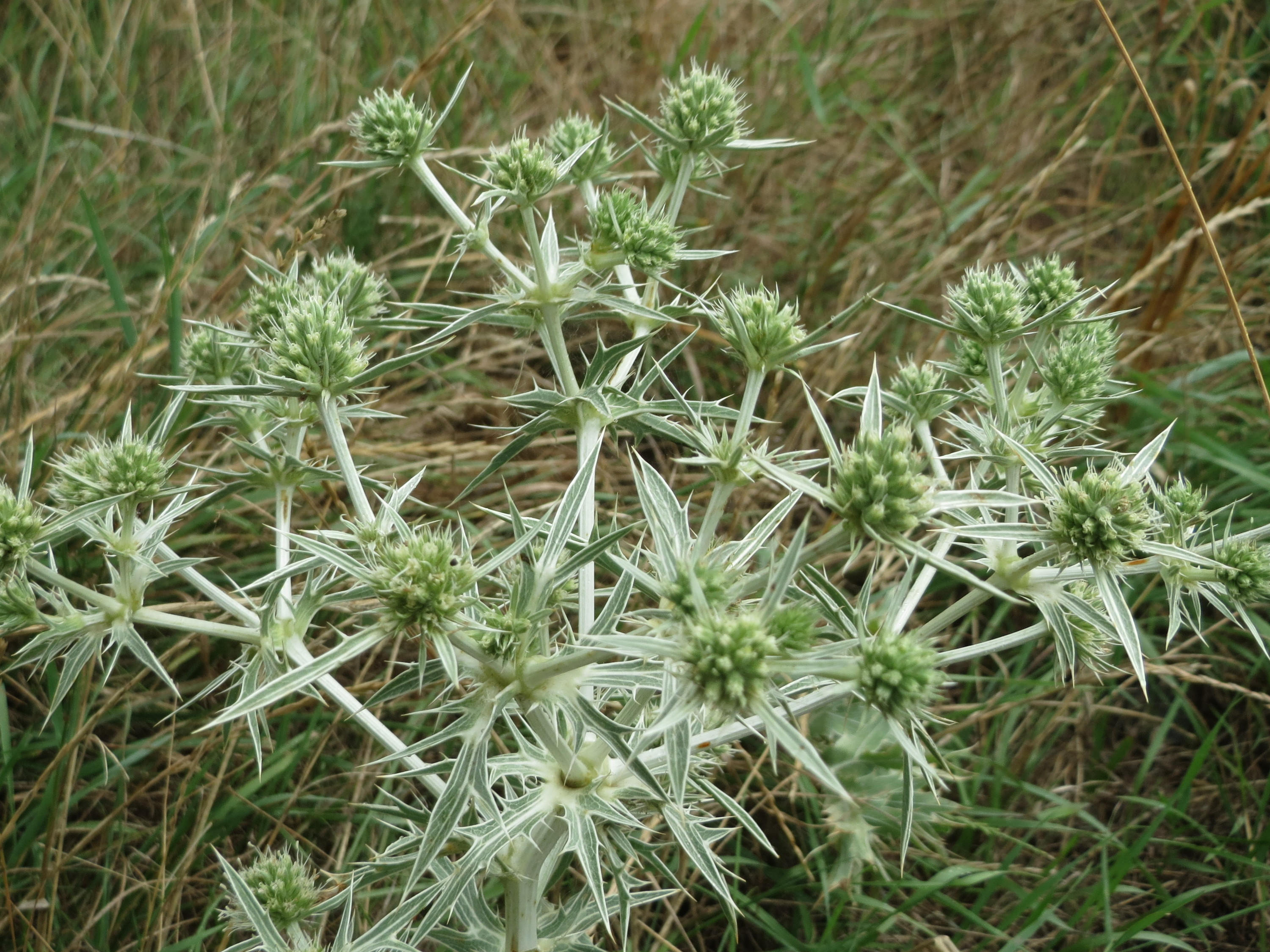
Panicaut champêtre.
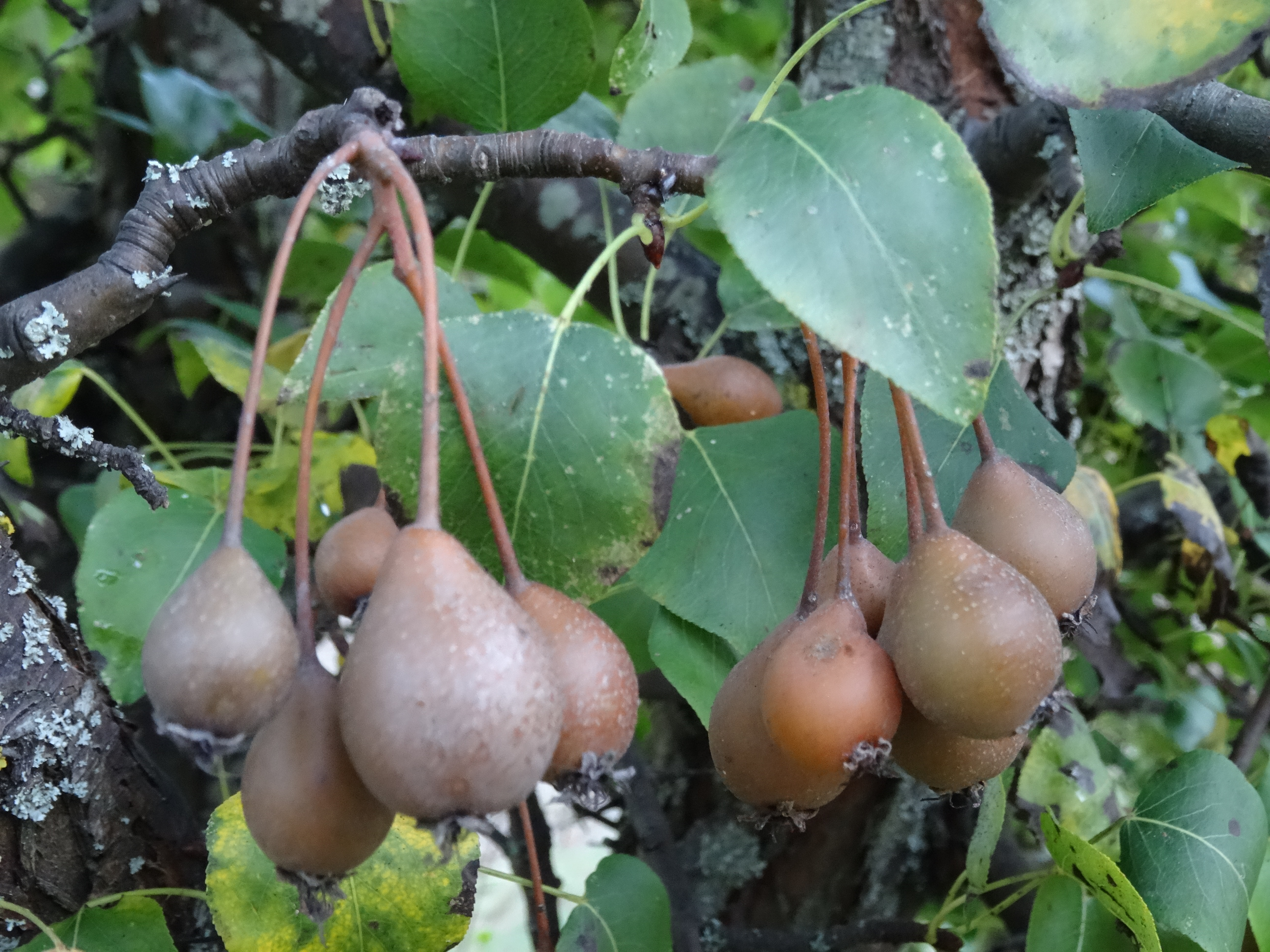
Fruits et feuilles de Poirier à feuilles en cœur.